# Microtatorchis potamophila
Microtatorchis potamophila är en orkidéart som beskrevs av Rudolf Schlechter. Microtatorchis potamophila ingår i släktet Microtatorchis och familjen orkidéer. Inga underarter finns listade i Catalogue of Life.